# Pevkófiton (ort i Grekland)
Pevkófiton (Pefkofyton, Pefkofyto, Spatatziki) är en ort i Grekland.   Den ligger i prefekturen Nomarchía Anatolikís Attikís och regionen Attika, i den sydöstra delen av landet, 23 km nordost om huvudstaden Aten. Pevkófiton ligger 310 meter över havet och antalet invånare är 123.
Terrängen runt Pevkófiton är huvudsakligen kuperad, men åt sydväst är den platt. Terrängen runt Pevkófiton sluttar österut.Runt Pevkófiton är det ganska tätbefolkat, med 100 invånare per kvadratkilometer. Närmaste större samhälle är Acharnes, 14,1 km sydväst om Pevkófiton. Trakten runt Pevkófiton består till största delen av jordbruksmark.